# Ozzy & Drix
Ozzy og Drix er en amerikansk tegnefilmserie, som blev vist på Cartoon Network. De 26 afsnit blev vist mellem 2002-2004. Serien bygger på spillefilmen Osmosis Jones fra 2001, som har Bill Murray, Chris Rock og David Hyde Pierce i hovedrollerne.

## Handling
Handlingen i Ozzy og Drix finder sted i den 13 årige dreng Hectors krop, som Ozzy og Drix bor i og beskytter.

## Rollefigurer
- Osmosis «Ozzy» Jones (dubbet af Jan Elhøj i den danske version)

Ozzy Jones er et blodlegeme i Hectors krop. Ozzy og Drix plejer at fange skumle bakterier som for eksempel Streckfinger eller Gørmemanden. Han havner altid i problemer.
- Drixobensometaphedrian «Drix»

Drix er en forkølelsespille som er den bedste ven, et blodlegeme kan have. I episoden «Det er et højt liv» bliver det afsløret, at han er meget tung og stor. Han skyder forkølelsesmiddel på bakterierne. Drix har et meget stort ønske om at få fødder. Han er også meget bange for trange åbninger. Drix har en tante, som hedder Histamine.
- Maria

Maria er en politidame, som er meget forelsket i Drix. Hun har en storebror, som hun hader.
- Borgermester Pål Kvikkas

Pål Kvikkas er borgermesteren i Hector, og han er kun 13 år gammel. Hver gang han er sur, råber han på Ozzy.
- Hector

Hector er en 13 år gammel dreng, som altid finder på narrestreger, som fører til husarrest. Han går på ungdomsskole.
- Tarjei

Tarjei er Hectors største ven og fjende. Han får altid Hector i problemer.
- Kristine

Kristine er skolens sødeste pige, og Hector er meget forelsket i hende.